# Kadasi Feltámadás-templom
A Kadasi Feltámadás-templom (Храм Воскресения Христова в Кадашах) Moszkva egyik jelentős építészeti emléke. Az ötkupolás templom a moszkvai barokk vagy Nariskin-barokk elnevezésű építészeti stílus egyik legjellegzetesebb példája. A Jakimanka kerületben, a moszkvai Központi közigazgatási körzetben található, a történelmi Zamoszkvorecsje városrészben.

## Története
A mai templom korábbi fatemplomok (első említése 1493-ból) nyomán 1687 körül épült, a hagyomány szerint Szergej Turcsanyinov, Nyikon pátriárka építésze tervezte. A karcsú harangtornyot az 1690-es években építették mellé.
1812-ben a francia csapatok megrongálták; 1849-ben restaurálták. Az 1860-as években a belső teret is átépítették. 1934-ben, a szovjet korszakban bezárták a hívők előtt, harangjait leszerelték és átszállították a Moszkvai Nagyszínházba, ahol ma is vannak. 1946 és 1966 között G. V. Alfjorova ismert restaurátor végzett benne restaurálási munkákat. 1964-től Igor Emmanuilovics Grabar rendezett be benne restaurátor-műhelyt. 
1992-ben visszakapta az orosz ortodox egyház, de a restaurátor-műhely dolgozói nem akarták átadni a területet, végül 2004-re sikerült azt birtokba venni az egyháziaknak. 2010-ben újabb konfliktus alakult ki a templom körül, mert a fővárosi kormányzat lakónegyedet akart építeni a templomhoz tartozó területen. A közvélemény ellenállása miatt végül erről a tervről letettek. 2015-17 között újabb restaurálásra került sor.

## Leírása
Öt hagymakupolája az egész környékről jól látható. Jellegzetessége emellett a csipkeszerű, fehér mészkőből készült balusztrádsorok díszítő eleme a kupoladobok alatt.

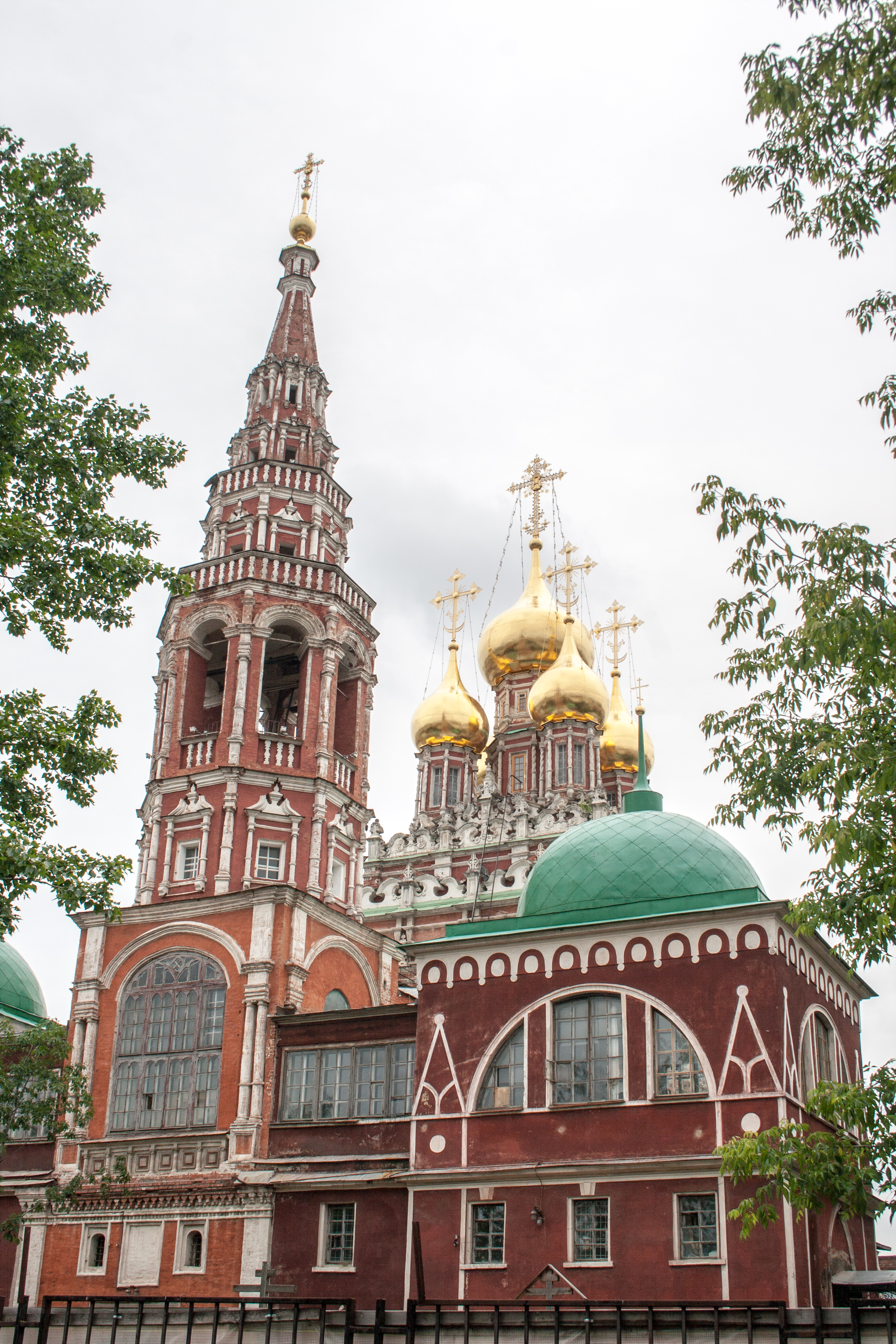
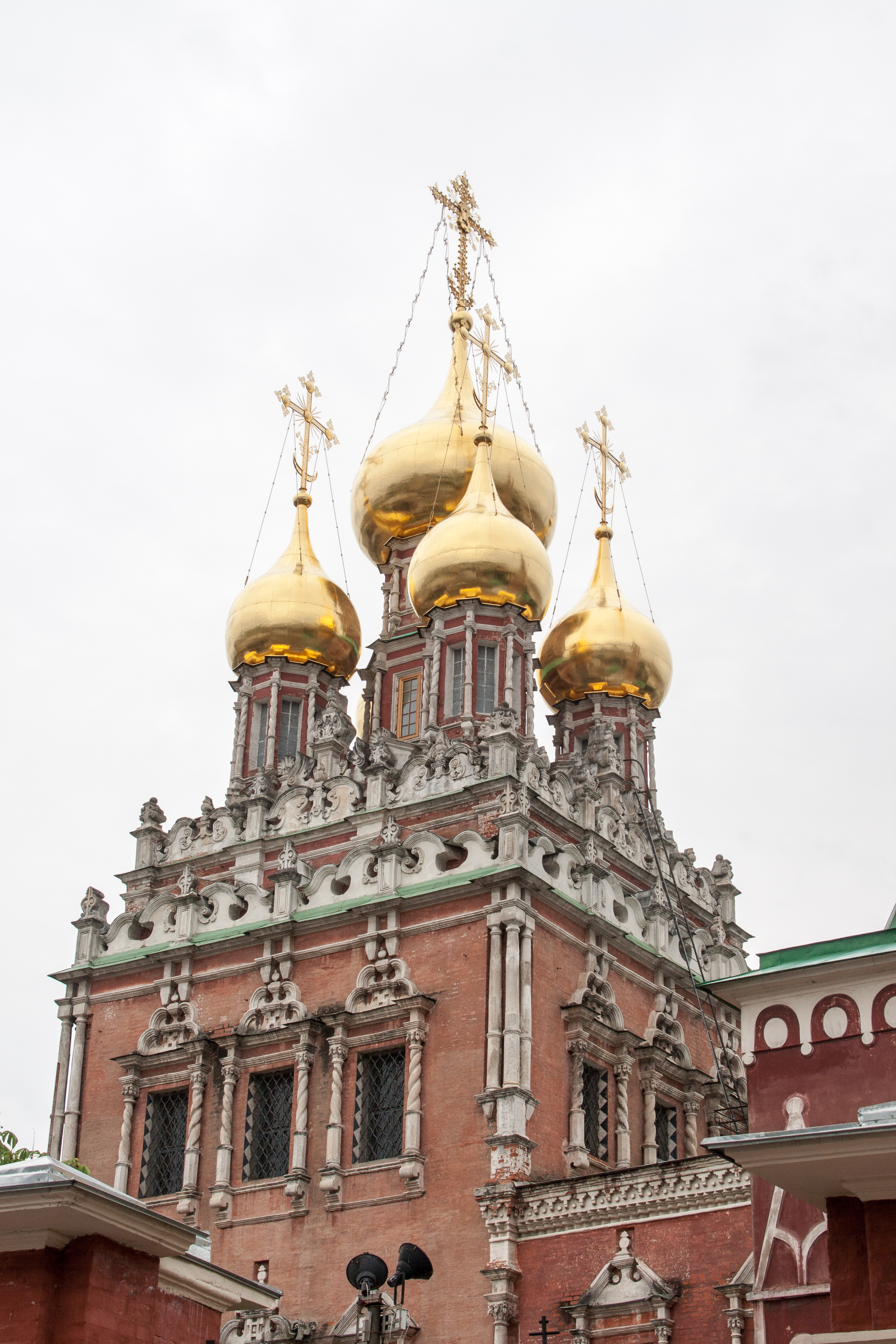
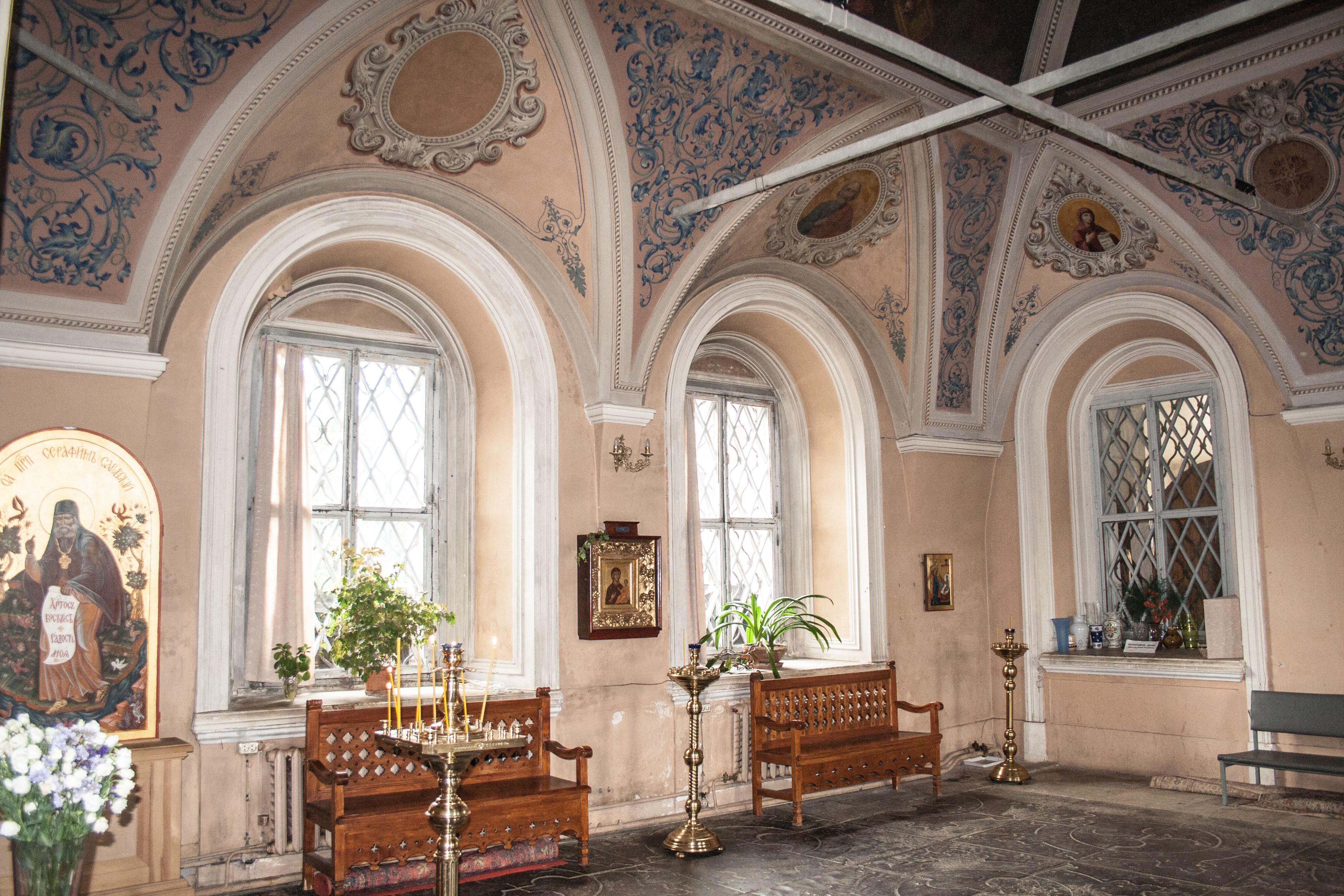
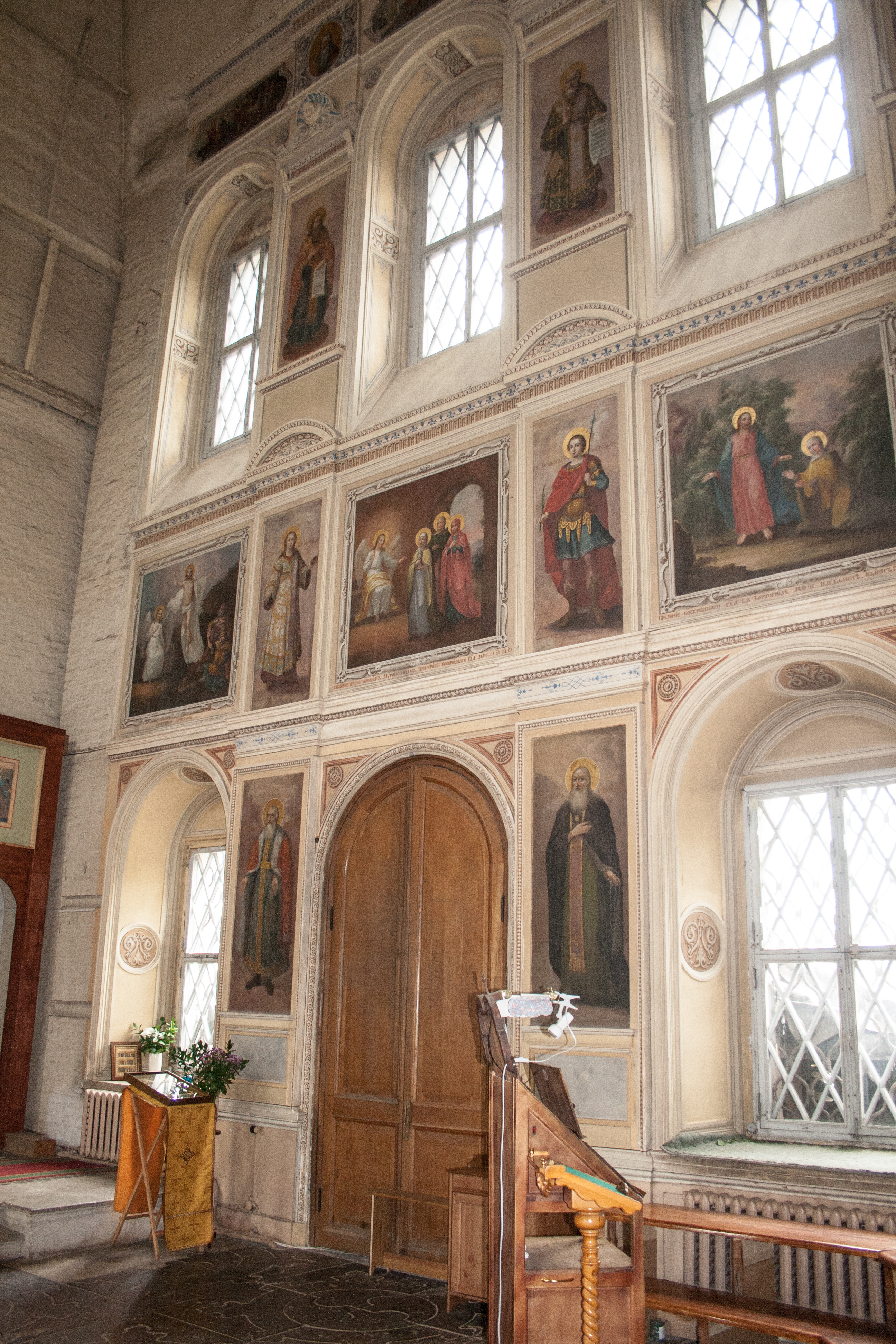

## Fordítás
- Ez a szócikk részben vagy egészben  a   Christi-Auferstehungs-Kirche zu Kadaschi című német Wikipédia-szócikk ezen változatának fordításán alapul.  Az eredeti cikk szerkesztőit annak laptörténete sorolja fel. Ez a jelzés csupán a megfogalmazás eredetét és a szerzői jogokat jelzi, nem szolgál a cikkben szereplő információk forrásmegjelöléseként.